# Juge du fond en France
Le juge du fond est un magistrat ou un tribunal qui dit et juge les faits ainsi que le droit.
La notion s'oppose à celle de Juge du droit[réf. nécessaire].
En France, les juges du fond sont représentés par les juges du premier et du second degré de juridiction.

## Juridictions compétentes
Dans l'ordre judiciaire :
- pour le premier degré de juridiction : le Tribunal Judiciaire, le Tribunal de commerce, le Conseil de prud'hommes ;
- pour le second : les cours d'appel.

Dans l'ordre administratif :
- pour le premier degré de juridiction : le tribunal administratif, Commission des recours des réfugiés, Commission départementale d'aide sociale, Section disciplinaire des ordres professionnels, Commission d'indemnisation des rapatriés.
- pour le second degré : la cour administrative d'appel

Au-dessus de ces juridictions du fond se situent la Cour de cassation pour l'ordre judiciaire et le Conseil d'État dans l'ordre administratif, dont le rôle n'est pas d'examiner de nouveau les éléments de fait du litige (les éléments de fond) mais de vérifier si la solution rendue par les juges du fond (jugement ou arrêt) est bien conforme aux règles de droit. En cela, on peut dire que la Cour de cassation et le Conseil d'État sont des juges du droit.